# De Marçay

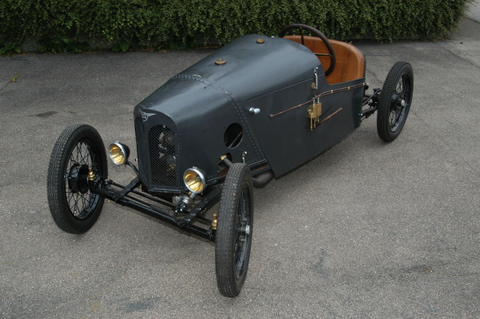
De Marçay Cyclecar von 1922 mit Motor von Anzani

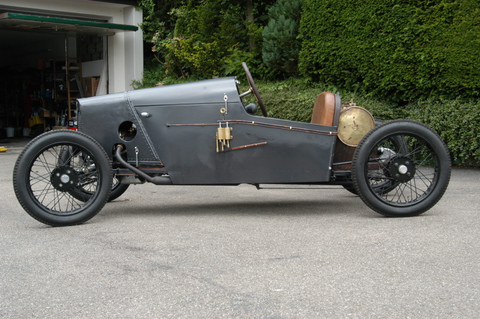
Seitenansicht

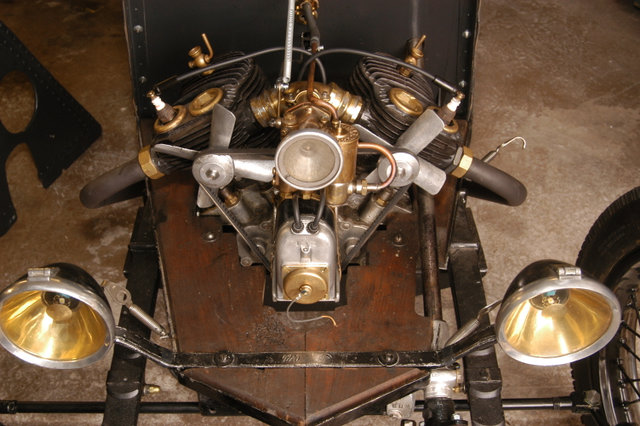
Motor

De Marçay et Compagnie war ein französischer Hersteller von Automobilen.

## Unternehmensgeschichte
Das Unternehmen aus Paris begann 1920 unter Leitung von Edmond De Marçay mit der Produktion von Automobilen. Der Markenname lautete De Marçay. Spätestens 1923 endete die Produktion.

## Fahrzeuge
Das einzige Modell war ein Cyclecar. Das Fahrzeug war mit einem luftgekühlten V2-Motor von Anzani mit 987 cm³ Hubraum, Dreiganggetriebe, Kardanantrieb, aber ohne Differential ausgestattet. Das Gewicht betrug etwa 300 kg. Der Radstand betrug 2300 mm und die Spurweite 1110 mm. Die Bereifung hatte einen Durchmesser von 650 mm bei einer Breite von 65 mm. Das Fahrzeug konnte eine Höchstgeschwindigkeit von etwa 70 km/h erreichen. Robert Benoist setzte 1920 ein Fahrzeug dieser Marke beim Autorennen von Paris nach Nizza ein. Der Preis lag bei 5.750 Franc.